# Clan Anderson
 (juin 2018).
Si vous disposez d'ouvrages ou d'articles de référence ou si vous connaissez des sites web de qualité traitant du thème abordé ici, merci de compléter l'article en donnant les références utiles à sa vérifiabilité et en les liant à la section « Notes et références ».
Le clan Anderson est un clan écossais. Le clan n'a actuellement aucun chef reconnu par le Lord Lyon. Il y a plusieurs variations du nom Anderson, cependant elles n'appartiennent pas nécessairement à ce clan, certains sont des septs de plusieurs autres clans des Highlands Écossais : Le nom de famille MacAndrews est considéré comme faisant partie des septs du clan Mackintosh et du Clan Chattan, et est également associé au Clan MacDonell de Glengarry. Les noms de famille Andrew et Andrews sont considérés comme des septs du Clan Ross.

## Histoire

### Origines
Saint-Andrew est le saint patron de l’Écosse, le nom de famille Anderson signifie "Fils d'Andrew" et est donc très communément trouvé dans le pays. Le dérivé Gaélique de ce nom est Gilleaindreas ce qui signifie serviteur d'Andrew. L'historien Écossais, Ian Grimble, déclare qu'aucun lieu d'origine exact ne peut être établi.

### XVIeetXVIIesiècles
L'historien George Fraser Black décrit les Anderson comme des bourgeois venant de Peebles et du comté de Dumfries. En 1585 John Anderson devint commissionnaire au Parlement pour la ville de Cupar. Alexander Anderson fut un mathématicien célèbre, il naquit près d'Aberdeen et s'installa plus tard à Paris, où il publia ses travaux sur l'algèbre et la géométrie. David Anderson de Finshaugh, un scientifique, est renommé pour avoir déplacé un roc qui obstruait l'entrée du port d'Aberdeen, grâce à la science et à la mécanique.

### XIXeetXXesiècles
En 1863 William Anderson publie une biographie historique des personnages célèbres d’Écosse, The Scottish Nation, en trois volumes. Dans ce livre il mentionne l'histoire du roc déplacé mentionné ci-dessus.

## Société du Clan Anderson (Anderson Clan Society)
La Clan Anderson Society fut créée en 1973 et est particulièrement active en Amérique du Nord. Les archives du clan sont à Wyseby House, dans la ville de Kirtlebridg (Dumfriesshire). 

## Branches cadettes
Comme le clan n'a jamais été capable de proclamer un chef, il n'y a donc pas de branches cadettes pour ce clan. Cependant les Anderson of Ardbrake & Westerton ont été identifiés comme la famille « majeure » (Leur crest est utilisé par les hommes du clan); Les autres familles Anderson sont  les Anderson de Kinneddar, les Anderson de Noth, les Anderson de Newbiggin & Kingask, les Anderson de Dowhill & Stobcross, les Anderson de Linkwood, les Anderson de Inchyra & Stonyhill, les Seton-Anderson de Mounie et les Anderson de Candacraig.

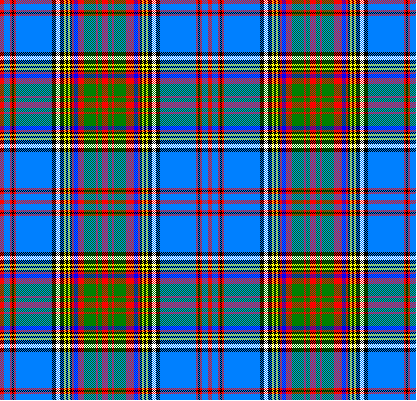
Tartan du clan Anderson (apparu en 1815 c'est un tartan à fond azur et possèdent sept couleurs différentes)

## Les MacAndrews des Highlands
Dans les Highlands la famille MacAndrew est considérée comme un sept du clan Clan Mackintosh ou Chattan. Ils étaient aussi associés au Clan MacDonell de Glengarry ou encore au Clan Ross. 

## voir aussi
- Clan Gillanders

## liens externes
- Clan Anderson
- Clan Anderson Society
- (sv) Matrikel öfwer Swea rikes ridderskap och adel ... (1754) (Noble Scots Andersons recorded in Sweden)